# 홍천 수타사
수타사(壽陀寺)는 강원특별자치도 홍천군 영귀미면 덕치리, 공작산에 있는 대한불교조계종 사찰이다. 신라시대 원효(元曉)가 우적산(牛跡山)에 일월사(日月寺)를 창건한 이후 1569년(선조 2)에 현 위치인 공작산으로 옮겨 지으면서 수타사(水墮寺)로 명칭이 바뀌었다고 하며, 이후 임진왜란(1592년)을 겪으면서 사찰건물이 전소되었다가 1636년(인조 14) 공잠대사(工岑大師)가 고쳐 지어 현재에 이르고 있다.

## 소장 문화재

### 보물
- 홍천 수타사 동종 - 보물 제11-3호
- 월인석보 권17~18 - 보물 제745-5호

### 시도유형문화재
- 홍천 수타사 대적광전 - 강원특별자치도 유형문화재 제17호
- 홍천 수타사 소조사천왕상 - 강원특별자치도 유형문화재 제121호
- 홍천 수타사 영산회상도 - 강원특별자치도 유형문화재 제122호
- 홍천 수타사 지장시왕도 - 강원특별자치도 유형문화재 제123호
- 홍천 수타사 흥회루 - 강원특별자치도 유형문화재 제172호
- 홍천 수타사 목조관음보살좌상과 복장유물 - 강원특별자치도 유형문화재 제176호

### 시도문화재자료
- 홍천 수타사 삼층석탑 - 강원특별자치도 문화재자료 제11호
- 홍천 수타사 홍우당 부도 - 강원특별자치도 문화재자료 제15호

## 갤러리

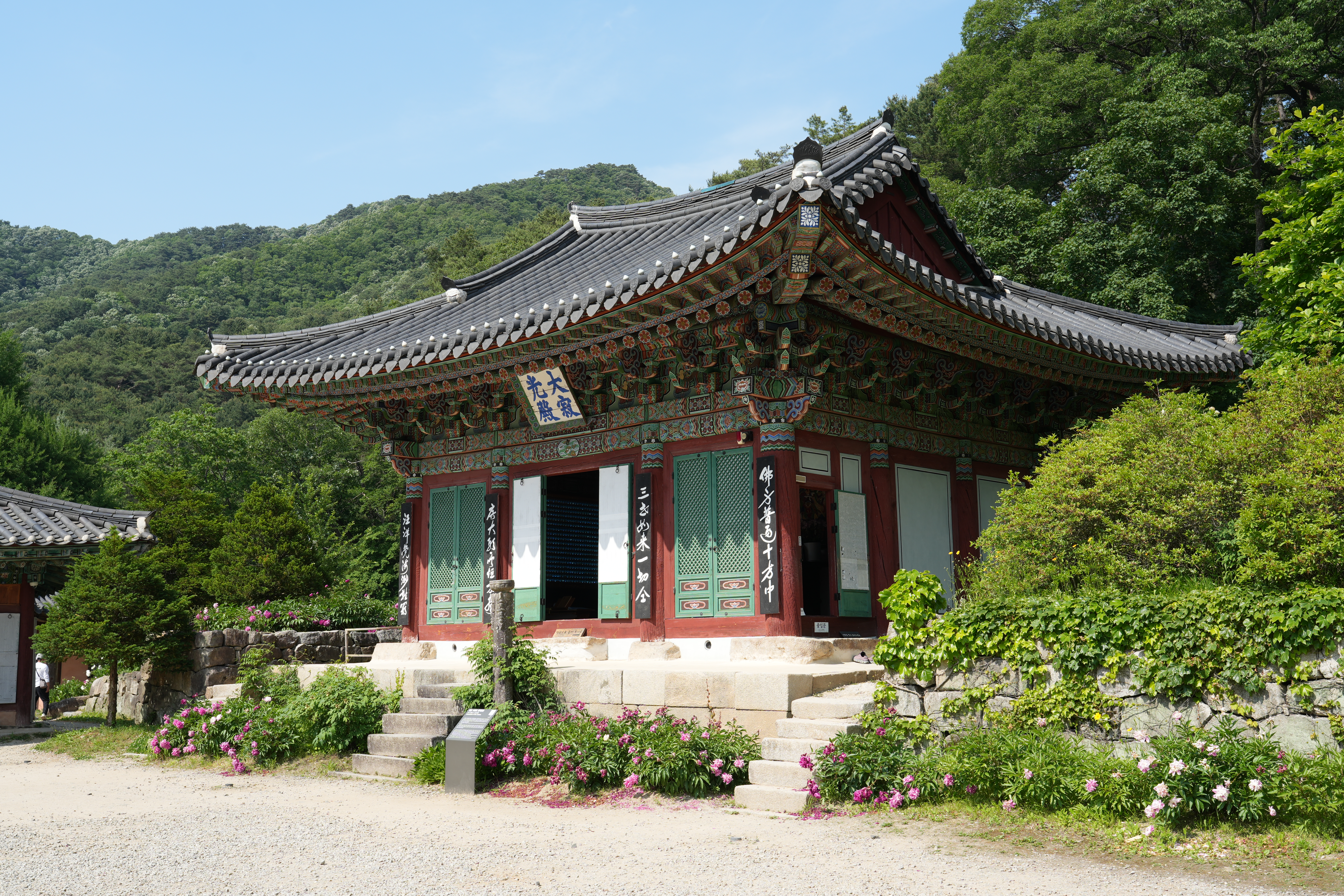
대적광전
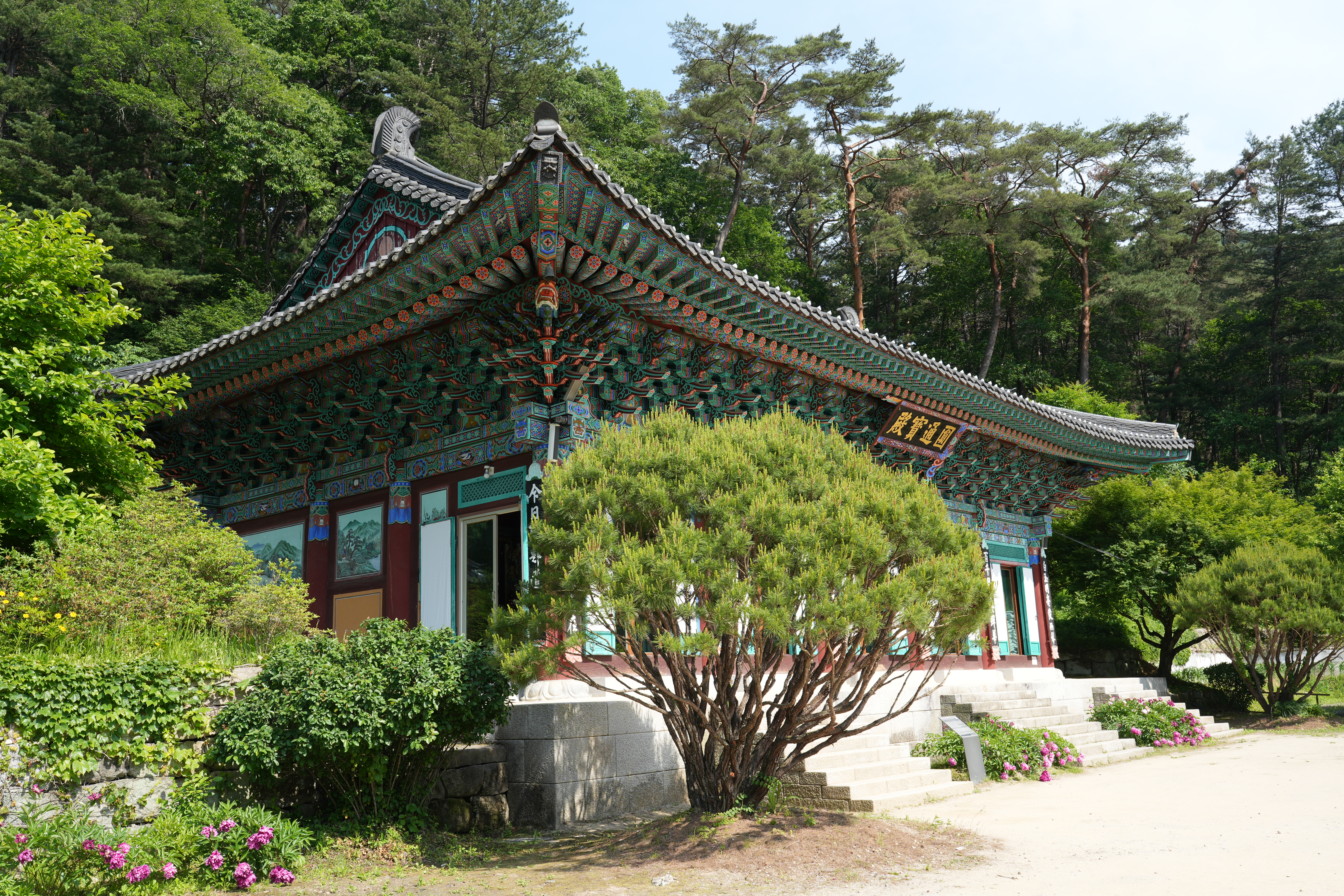
원통보전
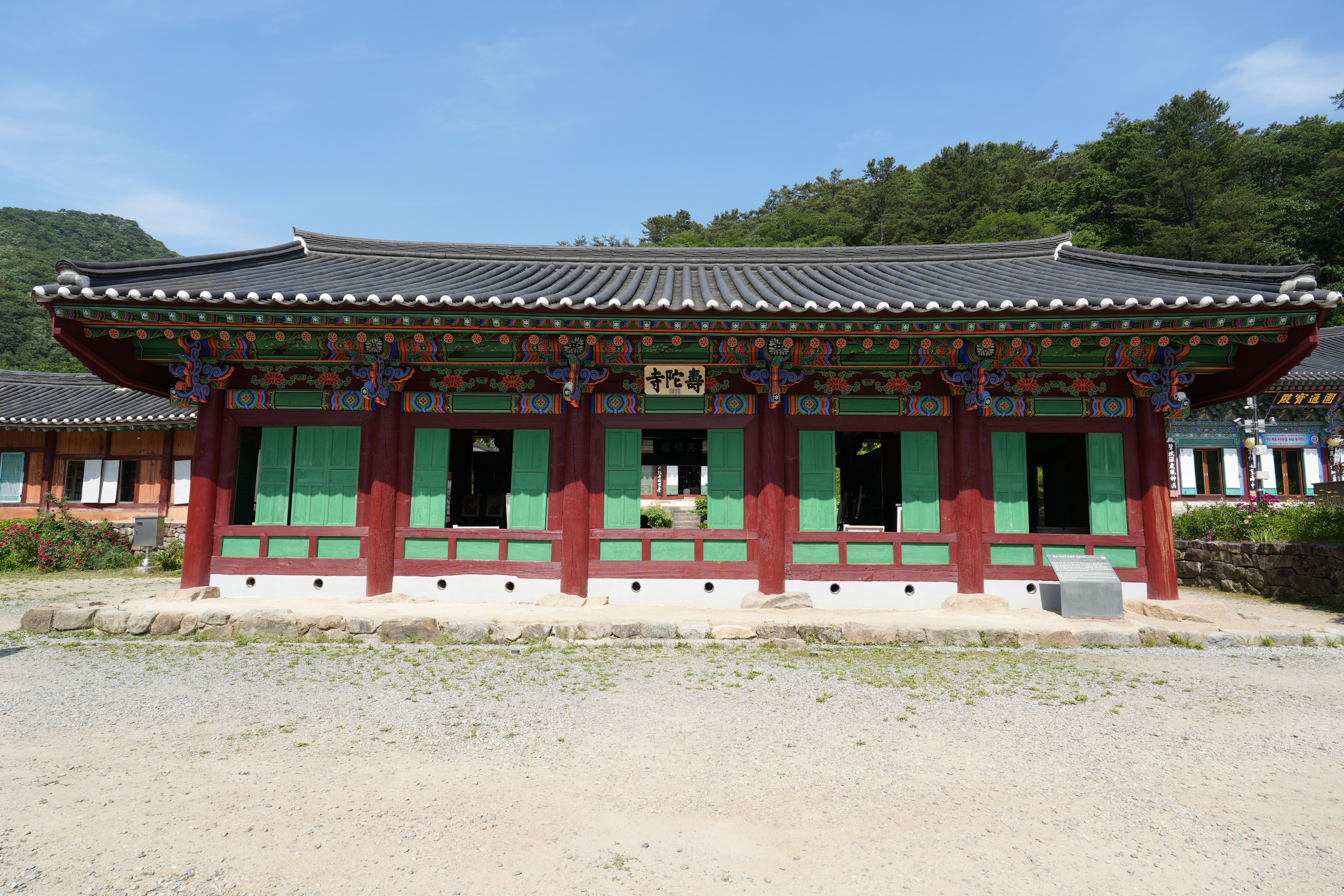
강당
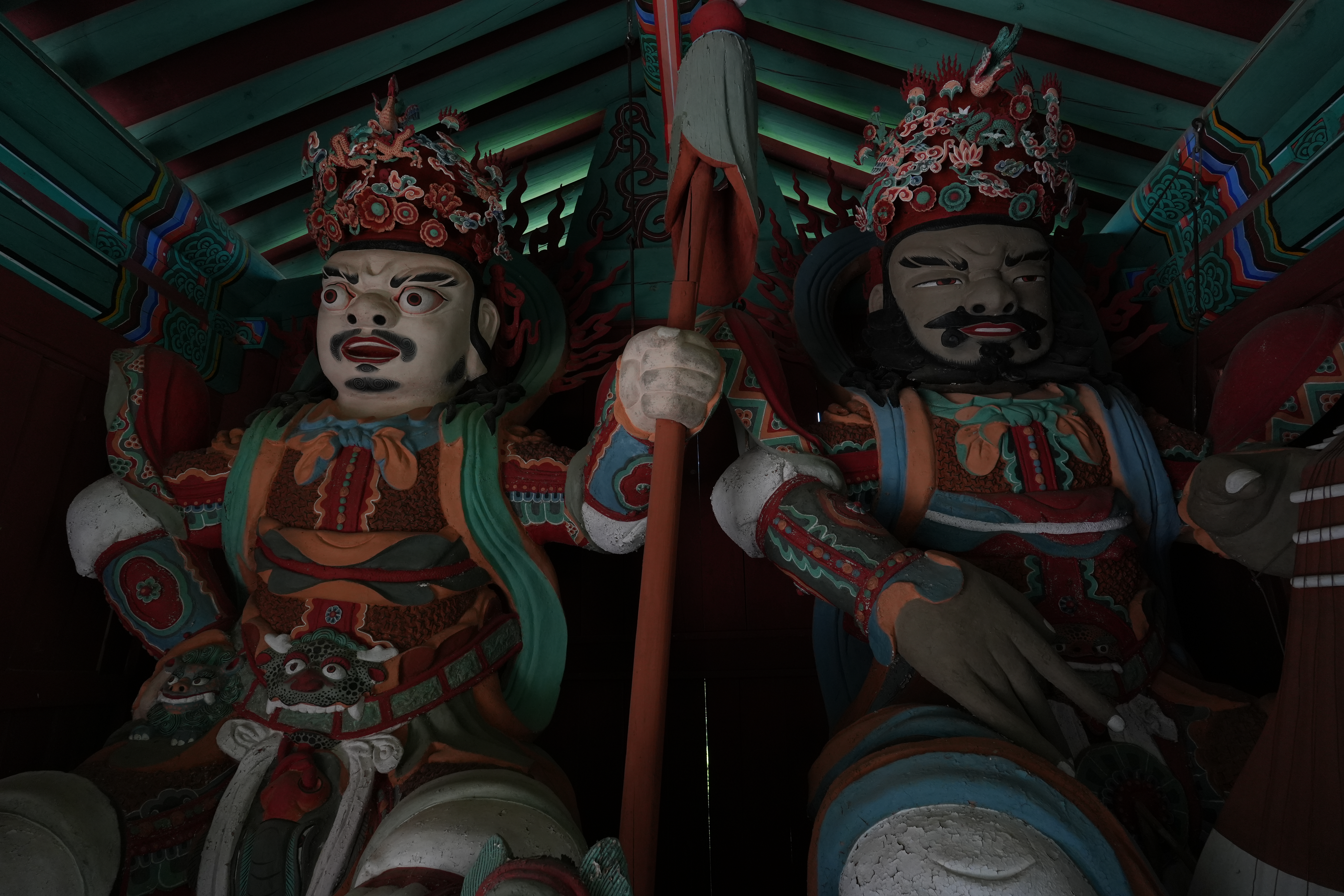
사천왕상
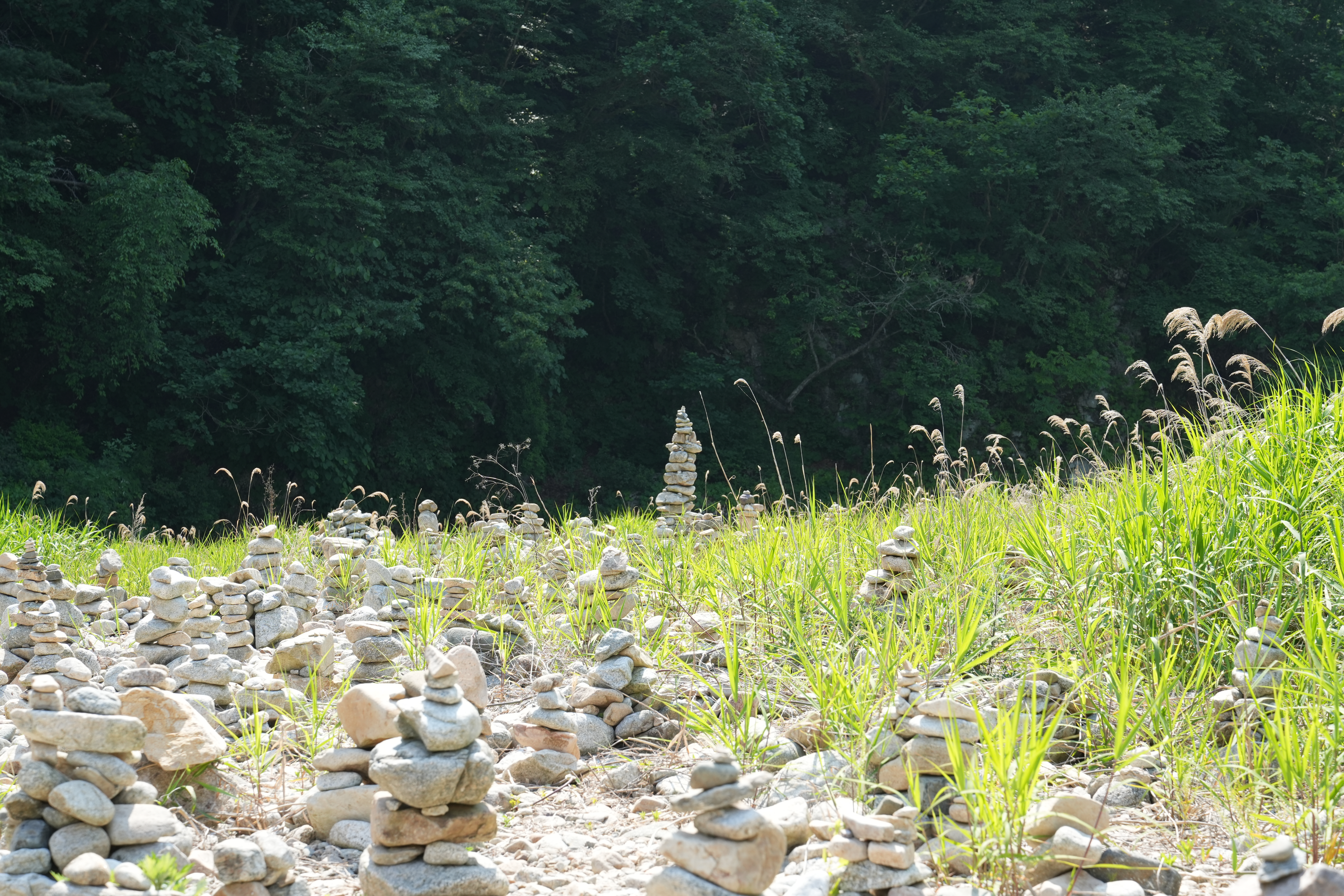
계곡 돌탑